# Pod niebem czas
Pod niebem czas – album zespołu Quidam wydany w 2002 w Polsce nakładem wydawnictwa Rock-Serwis, a w Europie (pod angielskim tytułem The Time Beneath The Sky) nakładem Musea.

## Lista utworów
Opracowano na podstawie materiału źródłowego.
1. „List z pustyni I” – 6:12
2. „Ciągle czekam (list z pustyni II)” – 4:48
3. „No Quarter” – 11:44
4. „Nowe imię” – 4:45
5. „Kozolec (dla AgaPe)” – 5:00
6. „Credo I” – 8:04
7. „Credo II” – 5:13
8. „Jesteś (w labiryncie myśli)” – 4:31
9. „Quimpromptu” – 9:35
10. „(Wszystko ma swój) Pod niebem czas” – 3:59

## Twórcy
Opracowano na podstawie materiału źródłowego.
- Emilia Derkowska – wiolonczela, wokal prowadzący, wokal wspierający
- Zbigniew Florek – producent, instrumenty klawiszowe, pianino
- Miłosz Gawryłkiewicz – skrzydłówka
- Rafał Jermakow – perkusja, instrumenty perkusyjne
- Monika Margielewska – obój
- Maciej Meller – gitara akustyczna, gitara
- Grzegorz Nadolny – kontrabas
- Radosław Scholl – gitara basowa
- Jacek Zasada – flet